# Mäkijärvi (sjö i Kymmenedalen)
Mäkijärvi är en sjö i Finland. Den ligger i kommunen Kouvola i landskapet Kymmenedalen, i den södra delen av landet, 130 km nordost om huvudstaden Helsingfors. Mäkijärvi ligger 88,1 meter över havet. I omgivningarna runt Mäkijärvi växer i huvudsak blandskog. Arean är 73,3 hektar och strandlinjen är 8,31 kilometer lång. Sjön  ingår i Kymmene älvs huvudavrinningsområde. 